# Йосип Дабро
Йосип Дабро (хорв. Josip Dabro; нар. 5 січня 1983, Белград) — хорватський кінезіолог і політик, віцепрем'єр і міністр сільського господарства, лісівництва та рибальства в третьому уряді Андрея Пленковича.

## Життєпис
Народився 5 січня 1983 року в столиці тодішньої федеративної Югославії Белграді. Навчався у початковій школі в Отоку, потім закінчив середнє технічне училище імені Руджера Бошковича у Вінковцях. У 2012 році завершив трирічне професійне навчання на тренера на факультеті кінезіології Загребського університету за напрямом «фітнес-підготовка спортсменів». 2019 року здобув ступінь магістра з кінезіології в університеті Травника. З дитинства живе в Отоку поблизу Вінковців. Багато років займався кікбоксингом як спортсмен і спортивний тренер.
З 1999 по 2021 рік був членом Хорватської демократичної співдружності (ХДС), після чого вийшов із партії через розбіжності з тодішнім головою окружного осередку Маріо Баножичем і перейшов до Вітчизняного руху. З 2017 по 2021 рік був заступником жупана Вуковарсько-Сремської жупанії. Висувався на посаду жупана Вуковарсько-Сремської жупанії як незалежний кандидат за підтримки Вітчизняного руху, партії «Іван Пенава незалежний список», Зеленого списку, окружного відділення ХСП і партії DESNO, але програв членові ХДС Даміру Деканичу.
У Вітчизняному русі обійняв посаду головного секретаря партії завдяки своїй помітній політичній діяльності на місцях, був членом переговорної групи з чотирьох осіб на перемовинах із ХДС щодо формування уряду. Працював у фірмі «Filir», що належить одному із засновників Вітчизняного руху Маріо Радичу.
З 2020 року — управитель фонду Врхбосанської архідієцезії — найбільшої архідієцезії католицької церкви Боснії і Герцеговини.
З 17 травня 2024 обіймає посаду міністра сільського господарства, лісівництва та рибальства Хорватії.